# Zkrácená brokovnice

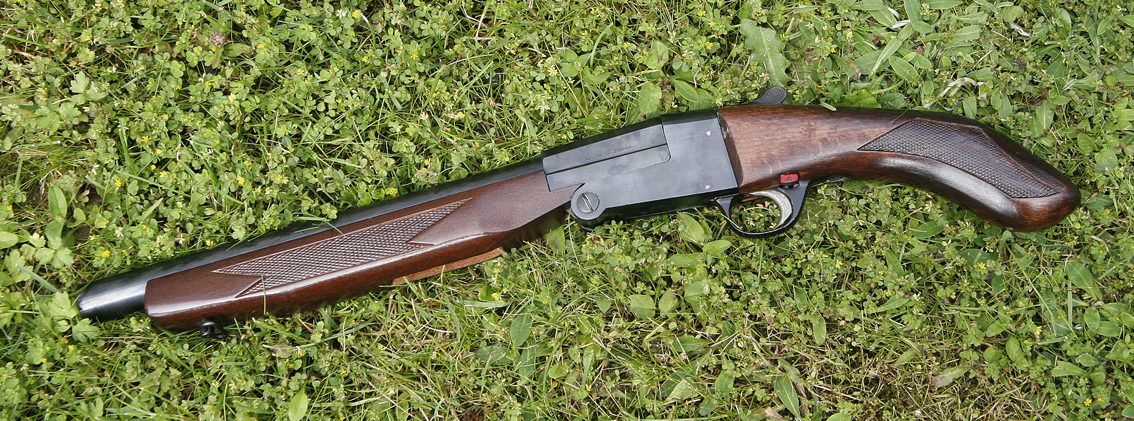
Typický zástupce zkrácených brokovnic je Lupara

Zkrácená brokovnice je označení brokovnice se zkrácenou hlavní a obvykle i zkrácenou pažbou. Zkrácení zbraně umožňuje její snazší ukrytí a také snazší manipulaci zejména ve stísněných prostorech. Důsledkem krátké hlavně je větší rozptyl a snížení úsťové rychlosti a následně i průbojnosti.

## Vznik a použití

### Standardní výroba
Existují povolená výrobní provedení krátkých brokovnic. Příklady jsou:
- Martial UltraShort
- Balikli STRANGER BSM 123
- M500 CHAINSAW CRUISER

Jedná se obvykle o zbraně určené pro policejní nebo vojenské použití, případně i zbraně určené pro sebeobranu.

### Individuální úprava
Zkrácená brokovnice může  vzniknout zkrácením původně dlouhé zbraně. Taková úprava zbraně je ale v mnohých zemích protizákonná. Jde o postup používaný v případech, kdy zločinci potřebují snadno ukrytelnou zbraň. Z toho důvodu je v některých oblastech předepsána minimální povolená délka hlavní brokovnic.
Jedním z prvních případů kriminálního použití tohoto druhu zbraně v USA je vražda velitele policie v New Orleans Davida Hennesseyho v říjnu 1890.[zdroj?]

### Lupara
Lupara je název používaný pro individuálně zkrácené brokovnice, obvykle dvouranné, používané mafií ke krevní mstě (vendeta), případně pro potrestání člena rodiny, který zradil.
Zbraň pochází ze Sicílie, kde byla používána původně pastevci na obranu stád proti vlkům (vlk = lupus, resp. italsky „lupo“), později mafií pro devastující zranění, jež takováto zbraň působí.
Lupary se vyráběly z normálních loveckých brokovnic. Ze zbraně byla odstraněna pažba (ponechána pouze část „pistolové rukojeti“) a hlaveň zkrácená podle potřeb uživatele.
Lupary mají velice krátký účinný dostřel, pouze kolem 10 metrů. Díky absenci zahrdlení je však možné použít jednotnou střelu do brokovnice, např. brenneke, která se vyznačuje přesností a extrémní zastavovací schopností.